# Monasterio (Buenos Aires)
Monasterio es una localidad del partido de Lezama, en la provincia de Buenos Aires, Argentina.

## Historia
Monasterio formó parte del partido de Chascomús hasta la creación del partido de Lezama por ley sancionada el 22 de diciembre de 2009.

## Ubicación
Monasterio se encuentra en el kilómetro 145 de la Autovía 2 sobre la costa este de la laguna Chis Chis, 12 km al norte de la localidad de Lezama y 27 km al sur de Chascomús.
Se ubica sobre las vías del Ferrocarril General Roca en el ramal entre Plaza Constitución y Mar del Plata contando con su estación homónima. Estos servicios no se detienen en esta estación.

## Población
Durante los censos nacionales del INDEC de 2001 y 2010 fue considerada como población rural dispersa.